# Каннський кінофестиваль 2002
55-й Каннський міжнародний кінофестиваль відбувся з 15 по 26 травня у Каннах, Франція. Золоту пальмову гілку отримав фільм Піаніст режисера Романа Полянського.
У конкурсі було представлено 22 повнометражних фільми. Фестиваль відкрито показом стрічки «Голлівудський фінал» режисера Вуді Аллена. Фільмом закриття фестивалю було обрано «А тепер… пані та панове» Клода Лелуша. Ведучою фестивалю виступила французька акторка Вірджинія Ледоєн.

## Журі

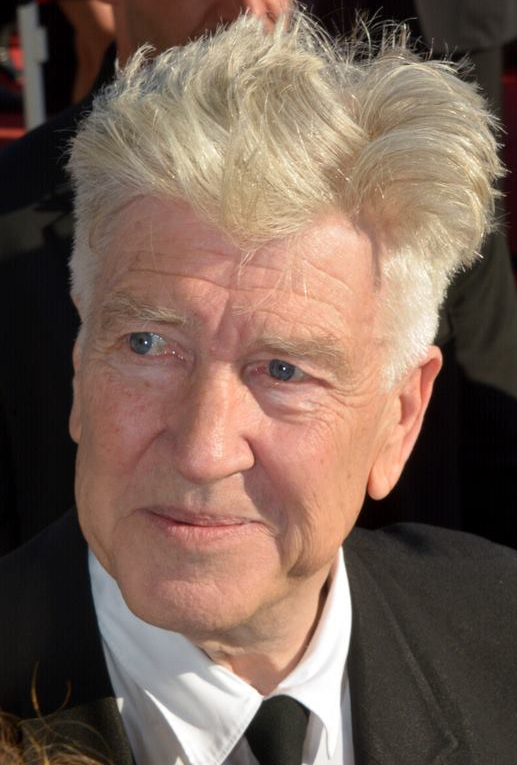
Девід Лінч, Голова журі

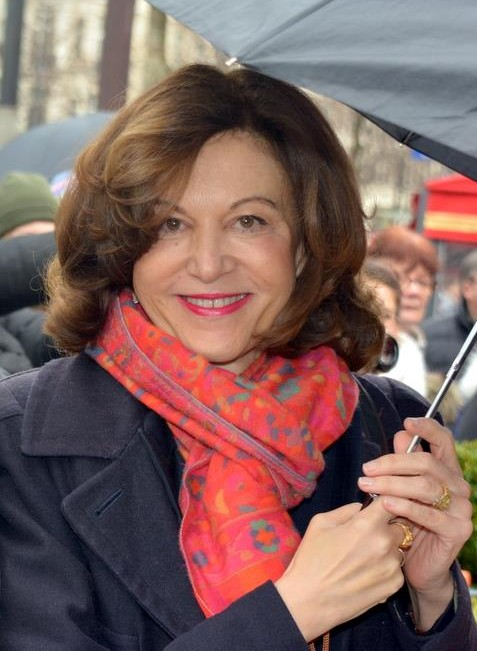
Анн Фонтен, Голова журі Особливого погляду

### Основна програма
Наступні люди були призначені членами журі для художніх фільмів основної конкурсної програми:
- Голова: Девід Лінч, режисер,  США
- Шерон Стоун,  США
- Мішель Єо, акторка,  Малайзія
- Крістіна Хакім, акторка,  Індонезія
- Режис Варньє, режисер,  Франція
- Білле Аугуст, режисер,  Данія
- Рауль Руїс, режисер, сценарист,  Чилі
- Клод Міллер, режисер,  Франція
- Вальтер Саллес, режисер,  Бразилія

### Особливий погляд
Наступні люди були призначені членами журі секції Особливий погляд:
- Голова: Анн Фонтен, режисер,  Франція
- Девід Тран, критик
- Фаб'єн Бредфер, критик
- Фабріс Пліскин, критик
- Жан-Себастьєн Шовен, критик
- Луї Гішар, критик
- П'єр Вавассер, критик

### Сінефондасьйон та короткометражні фільми
Наступні люди були призначені членами журі секції Сінефондасьйон та короткометражних фільмів конкурсної програми:
- Голова: Мартін Скорсезе, режисер,  США
- Аббас Кіаростамі, режисер,  Іран
- Ян Шютте, режисер,  Німеччина
- Жудіт Годреш, акторка,  Франція
- Тільда Свінтон, акторка,  Велика Британія

### Золота камера
Наступні люди були призначені членами журі Золота камера:
- Голова: Джеральдіна Чаплін, акторка,  Велика Британія
- Бахман Гобаді, режисер,  Іран
- Марта Келлер, акторка,  Швейцарія
- Муралі Наїр, режисер,  Індія
- Ромен Гупіль, режисер,  Франція

## Офіційна програма
★Переможців виділено окремим кольором.

### Повнометражні фільми
Наступні фільми брали участь у змаганні за Золоту пальмову гілку:
| Фільм                    | Назва мовою оригіналу       | Режисер             | Країна          |
| ------------------------ | --------------------------- | ------------------- | --------------- |
| Безповоротність          | Irréversible                | Гаспар Ное          | Франція         |
| Божественне втручання    | ‎‎‎يد إلهية‎‎‎ / Yadon ilaheyya   | Елія Сулеман        | Палестина       |
| Боулінг для Колумбіни    | Bowling for Columbine       | Майкл Мур           | США             |
| Демон-коханець           | Demonlover                  | Олів'є Ассаяс       | Франція         |
| Десять                   | ده‎‎ / Dah                    | Аббас Кіаростамі    | Іран            |
| Кедма                    | Kedma                       | Амос Гітай          | Ізраїль         |
| Кохання, що збиває з ніг | Punch-Drunk Love            | Пол Томас Андерсон  | США             |
| Людина без минулого      | Mies vailla menneisyyttä    | Акі Каурісмякі      | Фінляндія       |
| Марі-Жо і дві її любові  | Marie-Jo et ses deux amours | Робер Гедігян       | Франція         |
| Милі шістнадцять років   | Sweet Sixteen               | Кен Лоуч            | Велика Британія |
| Незвідані радощі         | 任逍遥; / Ren Xiao Yao      | Цзя Чжанке          | КНР             |
| Павук                    | Spider                      | Девід Кроненберг    | Велика Британія |
| ★ Піаніст                | The Pianist                 | Роман Полянський    | Франція         |
| Посмішка моєї матері     | L'ora di religione          | Марко Беллоккьо     | Італія          |
| Принцип невизначеності   | O Princípio da Incerteza    | Мануель де Олівейра | Португалія      |
| Про Шмідта               | About Schmidt               | Александер Пейн     | США             |
| Російський ковчег        | Русский ковчег              | Олександр Сокуров   | Росія           |
| Син                      | Le Fils                     | Брати Дарденн       | Франція         |
| Суперник                 | L'Adversaire                | Ніколь Гарсія       | Франція         |
| Усе або нічого           | All or Nothing              | Майк Лі             | США             |
| Цілодобові тусовщики     | 24 Hour Party People        | Майкл Вінтерботтом  | Велика Британія |
| Штрихи вогню             | 취화선 / Chi-hwa-seon       | Ім Гвон-тхек        | Південна Корея  |

### Особливий погляд
Наступні стрічки були відібрані для участі в секції Особливий погляд:
| Фільм                          | Назва мовою оригіналу                                     | Режисер                                                                                     | Країна                            |
| ------------------------------ | --------------------------------------------------------- | ------------------------------------------------------------------------------------------- | --------------------------------- |
| Ангел правого плеча            | Фариштаи китфи рост                                       | Жамшид Усмонов                                                                              | Таджикистан                       |
| Бальзак і кравчиня-китаяночка  | 巴尔扎克与小裁缝 / Balzac et la Petite Tailleuse Chinoise | Дай Сіцзе                                                                                   | КНР Франція                       |
| Бійня                          | Carnages                                                  | Дельфін Глейз                                                                               | Франція Бельгія Іспанія Швейцарія |
| ★ Благословенно Ваш            | Sud sanaeha                                               | Апічатпон Вірасетакул                                                                       | Таїланд                           |
| В очікуванні щастя             | Heremakono                                                | Абдеррахман Сіссако                                                                         | Мавританія Франція                |
| Визнання                       | Itiraf                                                    | Зекі Деміркубуз                                                                             | Туреччина                         |
| Житель Буенос-Айреса           | El Bonaerense                                             | Пабло Траперо                                                                               | Аргентина                         |
| Заблукалі в Іраку              | گم‌گشتگی در عراق / Avazhayé Sarzaminé Madariyam            | Бахман Гобаді                                                                               | Іран                              |
| Завтра Ла Скала!               | Tomorrow La Scala!                                        | Франческа Джозеф                                                                            | Велика Британія                   |
| Залишитися живим               | Bemani                                                    | Дар'юш Мехрджуї                                                                             | Іран                              |
| Земля невідома                 | Terra incognita                                           | Гассан Салаб                                                                                | Ліван Франція                     |
| Кицька з двома головами        | La chatte à deux têtes                                    | Жак Ноло                                                                                    | Франція                           |
| Коробка життя                  | Sunduq al-dunyâ                                           | Усама Мухаммад                                                                              | Сирія                             |
| Мадам Сата                     | Madame Satã                                               | Карім Айнуз                                                                                 | Бразилія Франція                  |
| На десять хвилин старше        | Ten Minutes Older                                         | Спайк Лі, Акі Каурісмякі, Чен Кайге, Джим Джармуш, Вернер Герцог, Віктор Ерісе, Вім Вендерс | міжнародний                       |
| Плач жінки                     | 哭泣的女人 / Ku Qi De Nü Ren                              | Бінцзянь Лю                                                                                 | КНР                               |
| Подвійне бачення               | Shuang tong                                               | Чень Гофу                                                                                   | Тайвань                           |
| Рашида                         | Rachida                                                   | Яміна Башир                                                                                 | Алжир Франція                     |
| Сімнадцять разів Сесіль Кассар | 17 fois Cécile Cassard                                    | Крістоф Оноре                                                                               | Франція                           |
| Фатум                          | Yazgi                                                     | Зекі Деміркубуз                                                                             | Туреччина                         |
| Частина неба                   | Une part du ciel                                          | Бенедикт Льєнар                                                                             | Франція Бельгія                   |
| Юність Віктора Варгаса         | Raising Victor Vargas                                     | Пітер Соллетт                                                                               | США                               |

## Нагороди

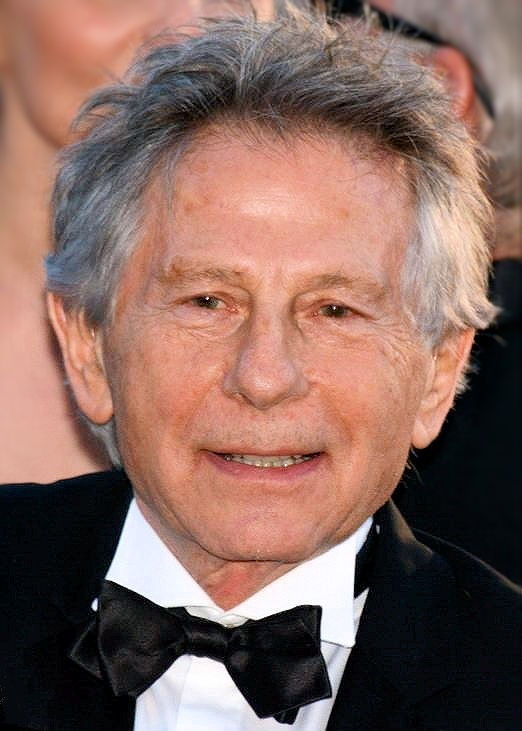
Роман Полянський, лауреат Золотої пальмової гілки

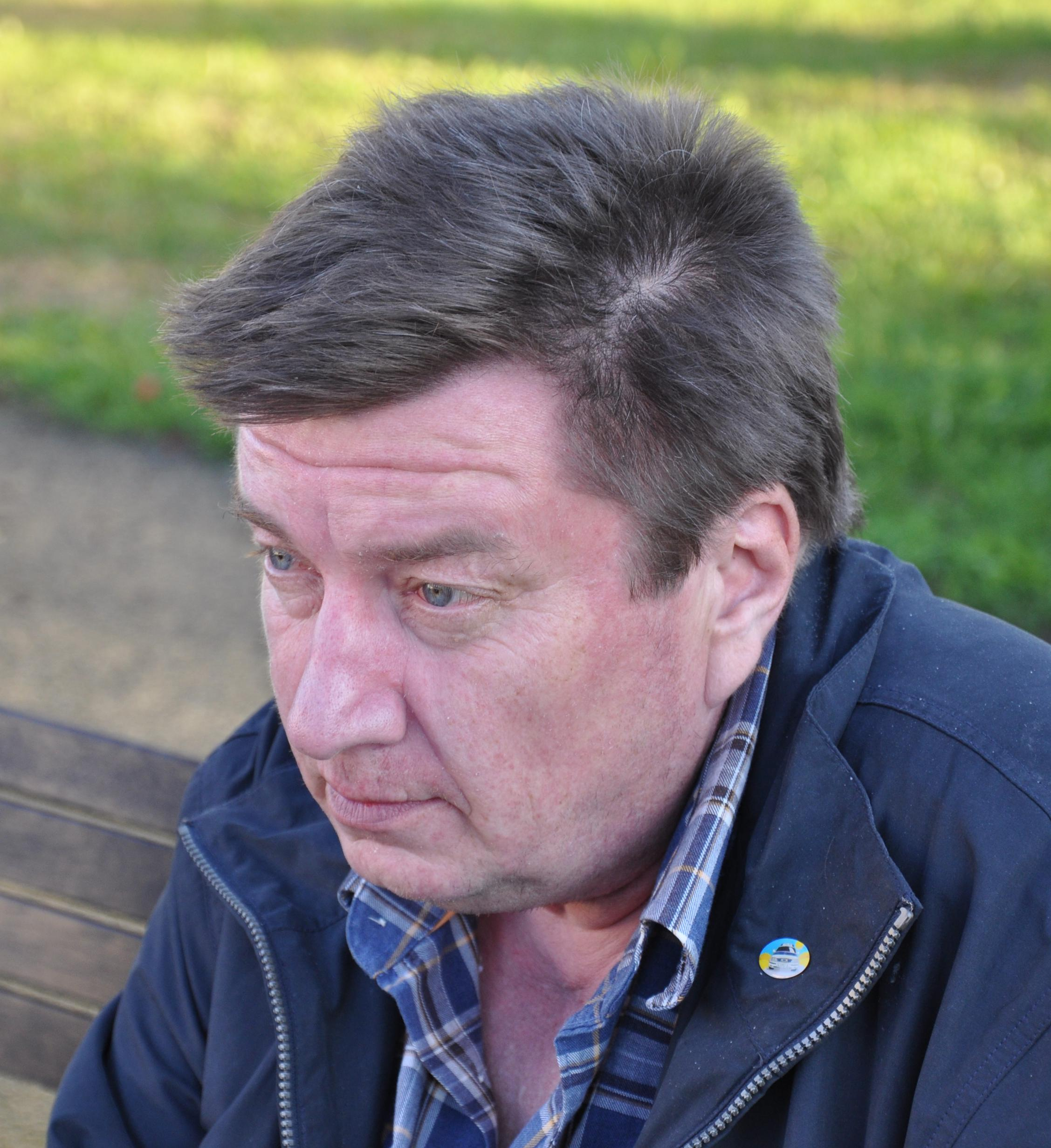
Акі Каурісмякі, Лауреат Гра-прі фестивалю

### Офіційні нагороди
Наступні фільми і кінематографісти отримали офіційні нагороди фестивалю:
- Золота пальмова гілка: Піаніст, реж. Роман Полянський
- Гран-прі журі: Людина без минулого, реж. Акі Каурісмякі
- Приз за найкращу режисуру:
  - Ім Гвон-тхек за Штрихи вогню
  - Пол Томас Андерсон за Кохання, що збиває з ніг
- Найкращий сценарій: Милі шістнадцять років, реж. Пол Лаверті
- Приз за найкращу жіночу роль: Каті Оутінен за Людина без минулого
- Приз за найкращу чоловічу роль: Олів'є Гурме за Син
- Приз журі: Божественне втручання, реж. Елія Сулейман
- Почесна Золота пальмова гілка: Вуді Аллен[14]
- Приз 55-річчя фестивалю: Боулінг для Колумбіни, реж. Майкл Мур

Особливий погляд
- Приз Особливий погляд: Благословенно Ваш, реж. Апічатпон Вірасетакул

Сінефондасьйон
- Перший приз: Чотири дні, реж. Едуардо Валенте
- Другий приз: У єдиної мами блакитні очі, реж. Ерік Форестьє
- Третій приз: Запитання мертвого робітника, реж. Ая Сомеч

Золота камера
- Золота камера: Берег моря, реж. Жулі Лопес-Кюрваль
- Золота камера — Спеціальна згадка: Японія, реж. Карлос Рейгадас

Короткометражні фільми
- Золота пальмова гілка за короткометражний фільм: Після дощу, реж. Петер Месарош
- Приз журі: Дуже, дуже тихий фільми, реж. Маніш Джха та Камінь спотикання, реж. Джессі Розенсвіт

### Незалежні нагороди
Призи ФІПРЕССІ
- Глиняний птах, реж. Тарек Масуд (Двотижневик режисерів)
- Божественне втручання, реж. Елія Сулейман (Конкурсна програма)
- В очікуванні щастя, реж. Абдеррахман Сіссако (Особливий погляд)

Екуменічне журі
- Приз екуменічного журі: Людина без минулого, реж. Акі Каурісмякі
- Приз екуменічного журі — Спеціальна згадка:
  - Посмішка моєї матері, реж. Марко Беллоккьо
  - Син, реж. Люк та Жан-П'єр Дарденни[14]

Премія молоді
- Зарубіжний фільм: Морверн Каллар, реж. Лінн Ремсі
- Французький фільм: Бійня, реж. Дельфін Глейз

Нагороди в рамках Міжнародного тижня критиків' Week
- Гран-прі Міжнародного тижня критиків: Дихання, реж. Емануеле Кріалезе
- Велика Золота рейка: Ті, що втратили й шукають, реж. Клод Дюті
- Мала Золота рейка: Від Месмера з любов'ю, або Чай для двох, реж. Сальвадор Агірре, Алехандро Лубезкі
- Нагорода Canal+: Від Месмера з любов'ю, або Чай для двох, реж. Сальвадор Агірре, Алехандро Лубезкі[14]
- Нагорода молодих критиків — Найкращий короткометражний фільм: Зустріч зі злом, реж. Реза Парса
- Нагорода молодих критиків — Найкращий художній фільм: Дихання, реж. Емануеле Кріалезе[14]
- Нагорода Kodak за найкращий короткометражний фільм: Від Месмера з любов'ю, або Чай для двох, реж. Сальвадор Агірре, Алехандро Лубезкі[14]

Нагороди Двотижневика режисерів
- Приз Міжнародної конфедерації художнього кіно (C.I.C.A.E.): Морверн Каллар, реж. Лінн Ремсі
- Нагорода Gras Savoye: Невизначені спогади, реж. Міхаль Боганім

Приз Франсуа Шале
- Приз Франсуа Шале: Заблукалі в Іраку, реж. Бахман Гобаді[14]

|             |
| Шерон Стоун |

|           |
| Мішель Єо |

|                |
| Крістіна Хакім |

|              |
| Режис Варньє |

|              |
| Білле Аугуст |

|             |
| Клод Міллер |

|                |
| Вальтер Саллес |